# Tanela
Abílio Filipe Antunes Teixeira, hay Tanela (sinh ngày 15 tháng 10 năm 1988) là một cầu thủ bóng đá người Bồ Đào Nha thi đấu cho Merelinense.

## Sự nghiệp câu lạc bộ
Anh ra mắt chuyên nghiệp tại Giải bóng đá hạng nhất quốc gia Bồ Đào Nha cho Varzim vào ngày 9 tháng 12 năm 2015 trong trận đấu trước Santa Clara.